# Ambjörnhagen
Ambjörnhagen är en småort i Göteborgs kommun. Byn ligger en kilometer öster om Billdal. Strax norr om byn ligger Billdals kyrkogård, strax väster om byn går länsväg 158. Nordöst om Ambjörnhagen ligger Årekärr som är en småort.